# Causse de Martel
Pour les articles homonymes, voir Martel.
Le causse de Martel est une région naturelle de France située au centre ouest du Massif central. Ce plateau calcaire fait partie des Causses du Quercy.

## Géographie

### Situation
Il se situe dans le département du Lot, à l'Est de la Dordogne et au sud de la Corrèze à une altitude approximative de 300 mètres. C'est le moins élevé des causses du Quercy.

À l'ouest, il est délimité par les vallées du Coly et de la Chironde, au nord par celle de la Vézère, à l'est par celle de la Tourmente, et au sud par celle de la Dordogne.

Le Puy d'Issolud et son petit massif fait partie de l'entité géologique du Causse de Martel. Il en a été séparée par le creusement du talweg de la Tourmente.
Sa partie septentrionale est appelée causse corrézien.

Il est voisin du causse de Gramat au Sud, en rive gauche de la Dordogne.

### Géologie

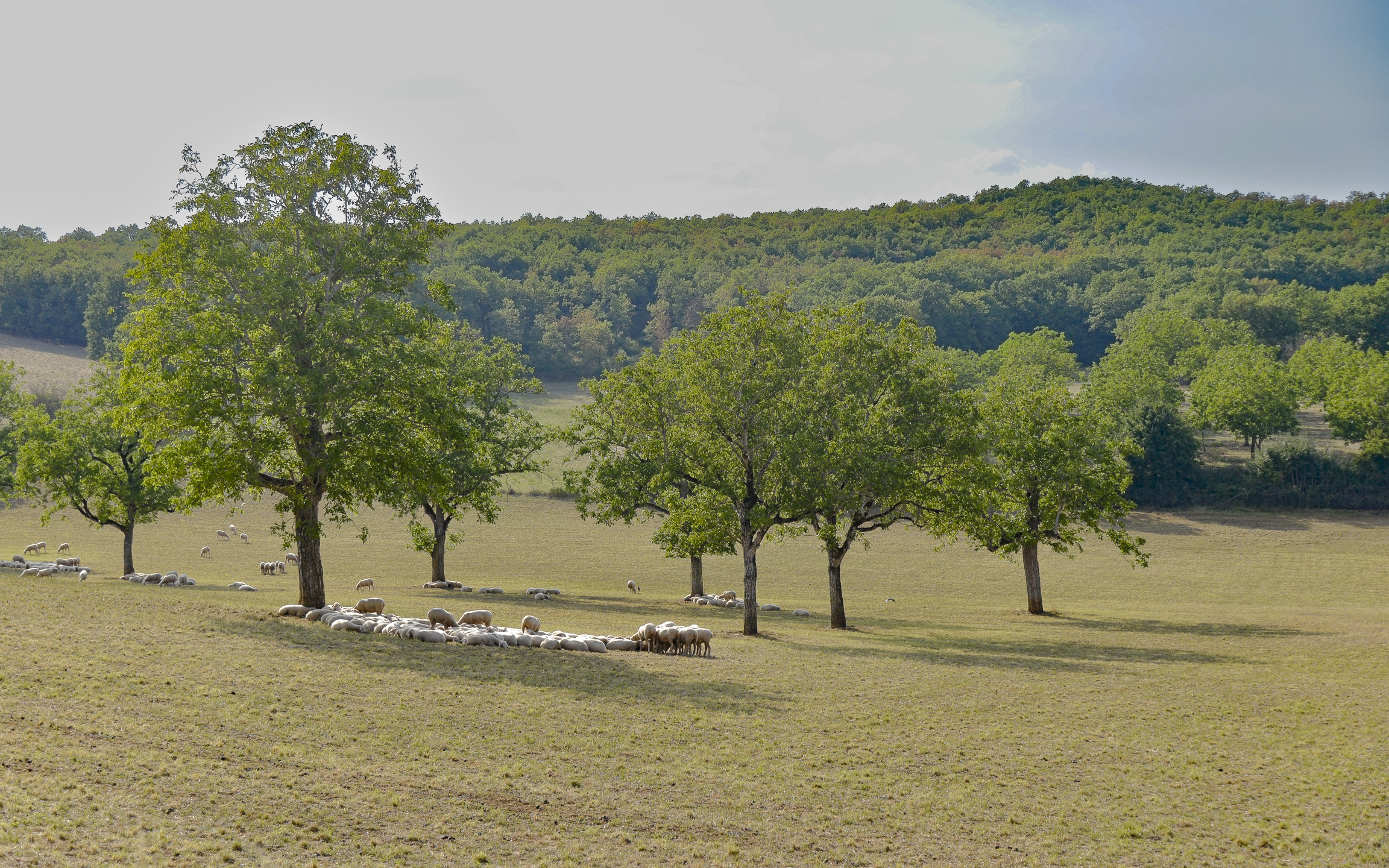
Paysage de doline, causse de Martel

Le causse de Martel est constitué de plateaux calcaires de l'époque Jurassique dont le pendage faible est orienté NE-SE. 

Sur le flanc Nord-Est, au long de la vallée de la Tourmente on trouve les affleurements les plus anciens datés du  Domérien inférieur.
 
Depuis Souillac vers le Nord-Ouest se situent les couches les plus récentes, de l'Oxfordien.
 
On y rencontre fréquemment dolines (appelées cloups dans le Quercy), ouvalas, mardelles et vallées sèches. Ces dépressions contiennent toujours de la terra rossa issue de la décarbonatation du calcaire et souvent des argiles sableuses à graviers de quartz et pisolites de limonite provenant d'altérites et de paléosols remaniés. On trouve au Nord-Est de Martel de gros galets de quartz de même origine.
 
Les roches du causse de Martel sont généralement gris clair à blanchâtre, excepté dans la formation du  Domérien supérieur dite de la barre à pecten, de couleur mordorée à rousse.   

### Flore
Le plus souvent, la combinaison d'un climat aride et d'un sol très mince, voire absent, ne permettent le développement que d'une végétation de lande et de steppe, constituée d'une flore essentiellement mésophile et xérophile à tendance calcicole. 

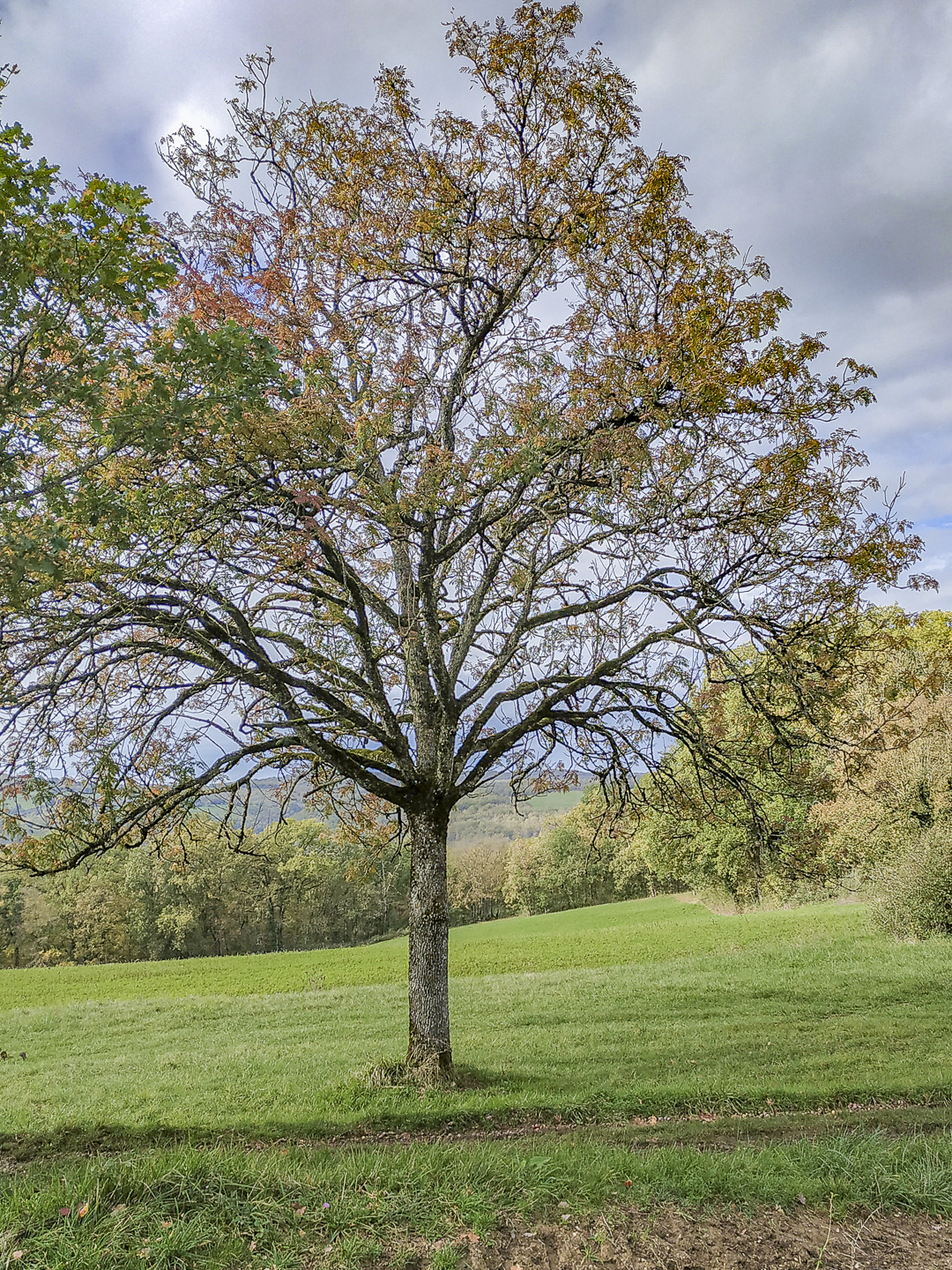
Cormier, Causse de Martel

Le chêne pubescent, localement chêne blanc, est l'arbre dominant de la lande ; Grâce aux conditions favorables de sol, d'exposition et de climat sur le causse de Martel, ces chênes généralement chétifs hébergent souvent des mycorhizes de truffes, Tuber brumale et parfois Tuber melanosporum. Le cerisier de Sainte Lucie, discret, est aussi très fréquent; On ne le remarque qu'au printemps lorsque sa floraison blanche répand un parfum délicat.
 
Dans les vallons, lorsque le sol plus profond et l'exposition plus fraiche permettent un boisement plus important, le chêne blanc associé au charme commun forment la chênaie charmaie. On y croise de façon isolée ou en petits groupes des alisiers, des érables champêtres ou de Montpellier, plus rarement des cormiers.
 
Aux abords des cloups, dans les sols profonds et à tendance acide de terra rossa, souvent mêlés de graviers de quartz, il n'est pas rare de croiser des châtaigniers.

On ne saurait oublier le noyer commun, présent à l'état sauvage mais surtout en vergers cultivés dès que le sol s'approfondit.

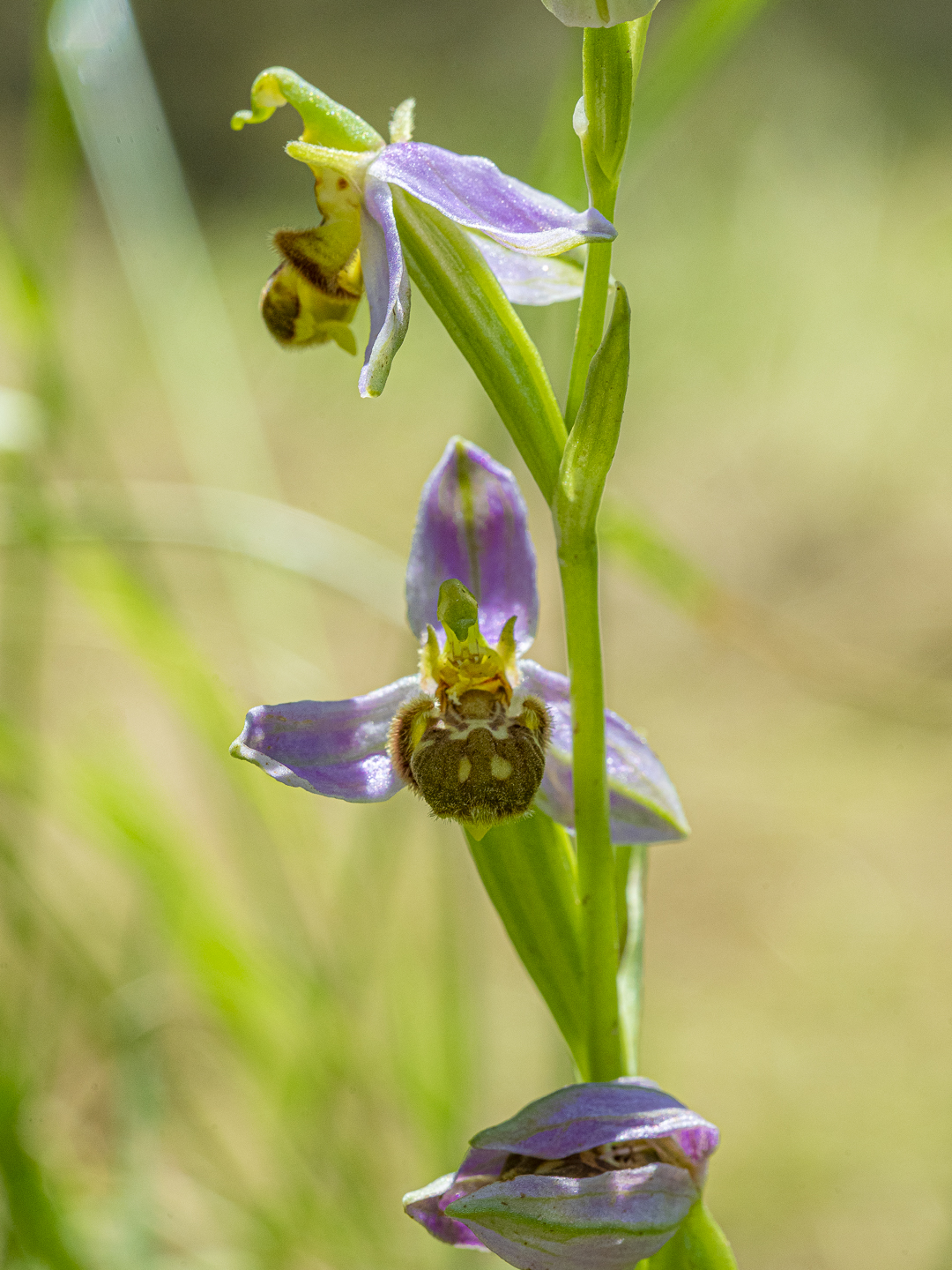
Ophrys abeille, Causse de Martel

La flore arbustive très variée est constituée entre autres de cornouillers mâles et sanguins, genièvres, prunelliers dits buissons noirs, aubépines dites buissons blancs, noisetiers communs dits coudriers, manciennes, chèvrefeuilles des haies, églantiers, ronces, bourdaines, nerpruns alaternes, clématites des haies, fusains d'Europe.

Le buis commun occupe les pieds de falaises et les éboulis, de préférence ceux orientés au Nord où il devient très moussu.

La flore herbacée, tout aussi riche, est majoritairement présente sous forme de steppes : Le mésobromion et le xérobromion, tous deux des pelouses calcicoles clairsemées dont la trame principale est le brome dressé, associé à la fétuque ovine. L'établissement de ces steppes résulte des pastoralismes caprin et surtout ovin, aujourd'hui en décroissance et remplacés par des élevages hors sol. Nombre de ces milieux steppiques sont de ce fait en cours de fermeture et redeviennent des landes.

Les pelouses calcicoles du causse de Martel sont riches en plantes de la famille des orchidées parmi lesquelles des ophrys (ophrys abeille, bécasse, mouche) et de nombreux orchis (Orchis à fleurs lâches, orchis incarnat, orchis pyramidal, orchis homme pendu, orchis pourpre).
      
L'origan et le thym serpolet sont les plantes aromatiques les plus répandues dans le causse. La pimprenelle, dont les feuilles fraiches au goût de concombre font merveille dans une salade, y est également très répandue,.

### Fonge

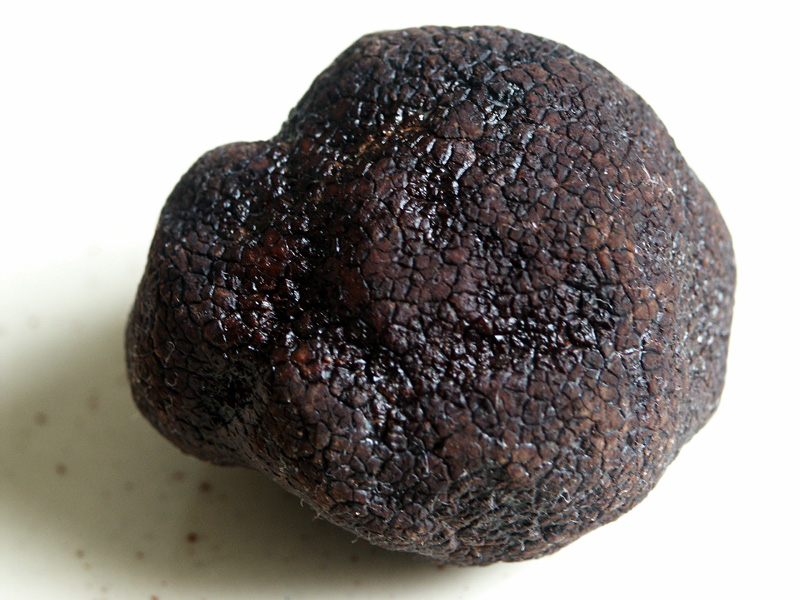
Truffe noire du Périgord

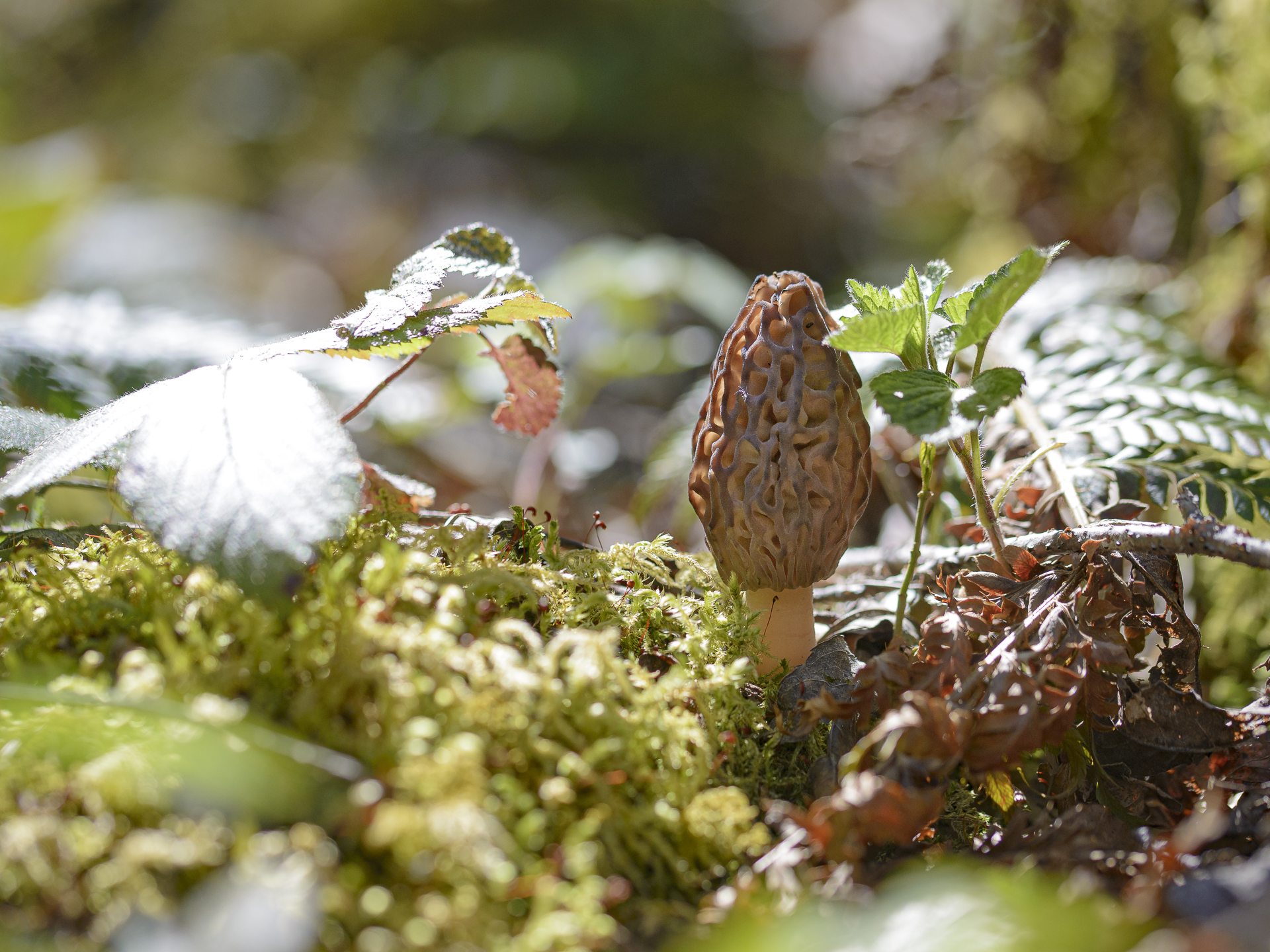
Morille conique, causse de Martel

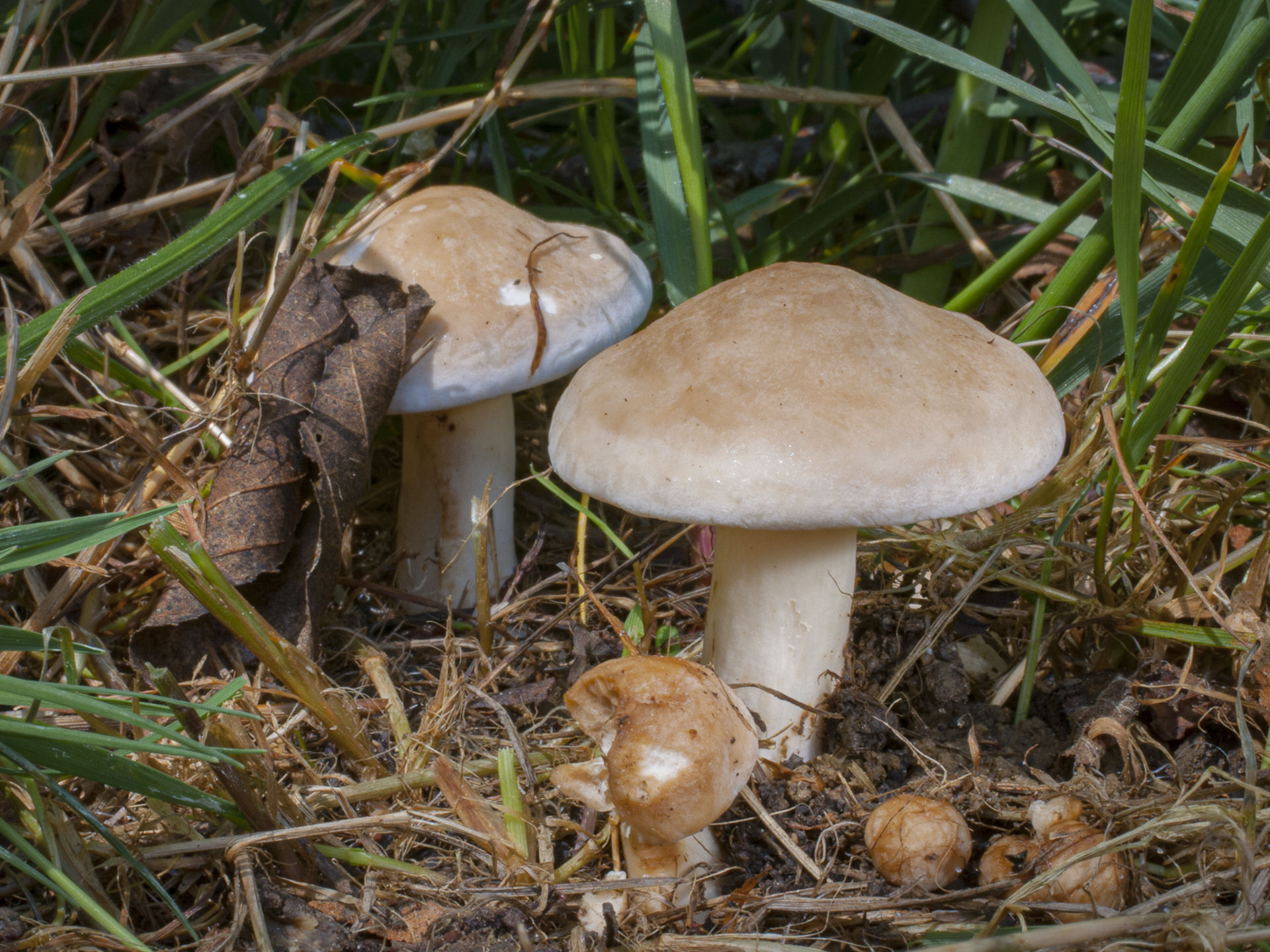
Mousseron, causse de Martel

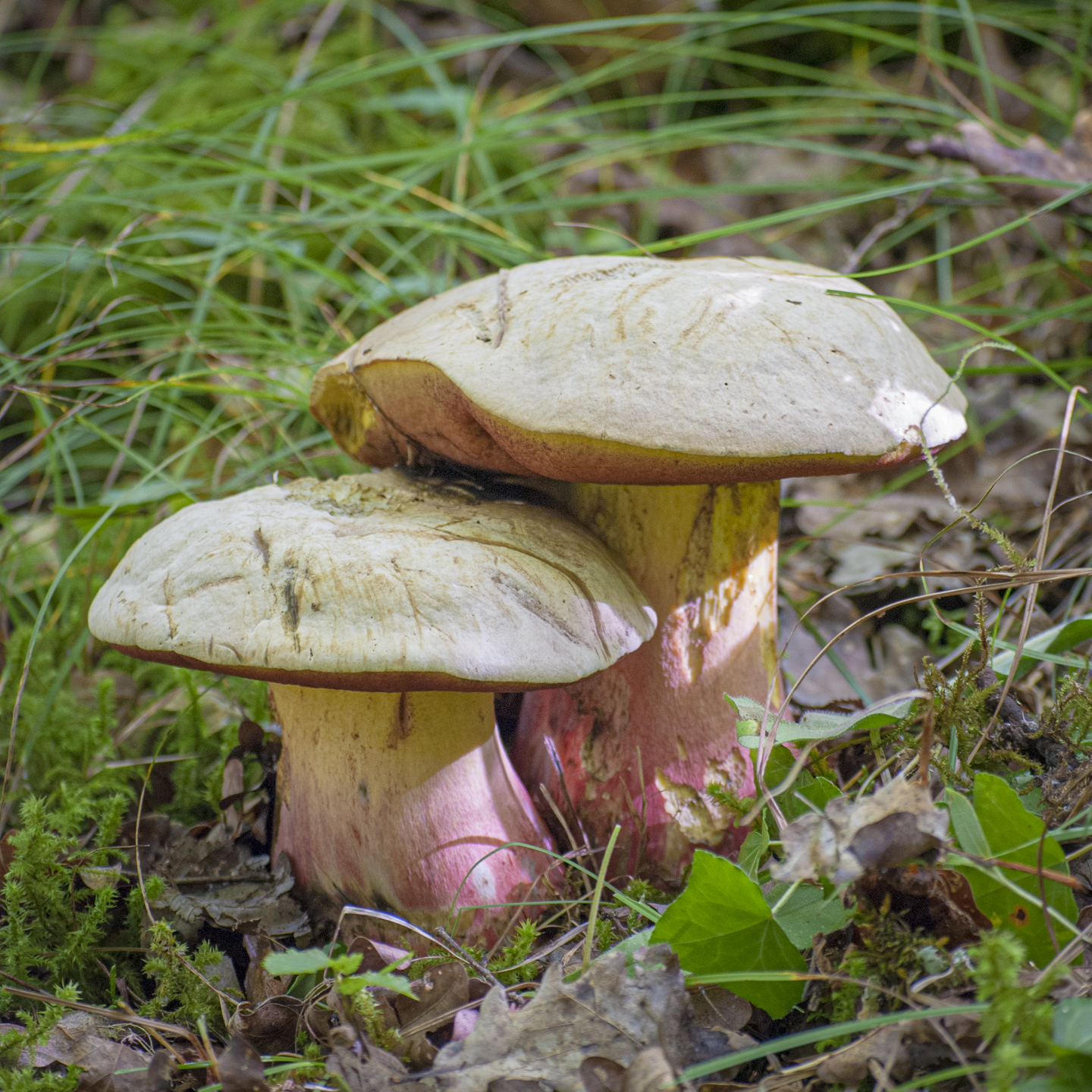
Bolet Satan, causse de Martel

Bien entendu, on ne saurait parler de la fonge du Causse de Martel sans évoquer son diamant : la truffe noire du Périgord. Elle est endémique de la région car le sol caussenard et les conditions climatiques lui sont particulièrement favorable. Jusqu'au début du XXe siècle, elle était récoltée comme n'importe quel champignon sauvage. Sous l'effet indirect de la première guerre mondiale et face au recul de l'élevage extensif, le milieu ouvert propice à la truffe noire s'est progressivement refermé, rendant ses fructifications sauvages de plus en plus rares. Aujourd'hui, la trufficulture a pris son essor sur le Causse de Martel et la production est en hausse constante,.

Sans être aussi appréciée, la truffe musquée est un autre champignon hypogée très présent.

L'alcalinité des sols calcaires favorise certaines espèces épigées de champignons, parmi lesquelles on peut citer la morille conique, le bolet Satan, la pleurote du panicaut, le tricholome de la Saint-Georges localement appelé mousseron ou champignon de mars , l'hydne imbriqué, la pézize veinée ou oreille de cochon.

La fonge acidophile n'est pas absente du causse de Martel : Dans les zones d'accumulation de terra rossa mêlée de graviers de quartz, il n'est pas rare d'observer des fructifications de cèpes d'été, cèpes de Bordeaux, girolles mais aussi certaines années d'espèces plus thermophiles telles que l'oronge ou le cèpe bronzé.